# 日本語言
日本語言是對日本國土使用的所有語言的統稱。
日本全國最通用的語言是日語，在日本國內具有共通語的地位。然而，在琉球群島，存在著與日語難以互通的琉球語。而在北海道，原住民阿伊努人所說的阿伊努語则與日語无关。
此外，在大日本帝國曾經領有的樺太島（今俄羅斯薩哈林島）南還存在鄂羅克語、鄂溫克語、尼夫赫語等原住民語言。蘇聯攻佔薩哈林島之後，這些原住民被強制遷移到日本本土，其語言環境也不斷受到威脅而成為瀕危語言。
一些外國語言在日本也比較有影響力，除英语外，有漢語和朝鮮語。

## 歷史
有證據證明日本列島的先民在舊石器時代移居到日本列島，那時候他們還說同一種語言。然而具體說的是哪一種語言至今仍是個謎。在石器時代的洞穴遺址中，曾發現一些可能是用來記錄語言的符號，但所記錄的具體是哪種語言仍眾說紛紜。
2世紀起，日本開始見於中國的史料記載中。後來，漢字被接受成為日語的書寫語言。此後，日本人又發明了平假名和片假名來記錄自己的語言。

### 琉球語
漢字自13世紀傳到琉球，成為琉球語的文字。關於琉球語此前的具體狀況不詳。14世紀的記錄表明，當時琉球人向中國進貢的禮物上使用平假名，證明當時這種語言與日語存在聯繫。

### 阿伊努語
不少日本東北的地名來源於阿伊努語，例如北海道、樺太、千島群島的日語名字都來源於這種語言。這也證明早期日本本土東部地區的人說阿伊努語。根據16世紀的文獻記載，阿伊努語沒有自己的文字，直到19世紀時才開始借用片假名表記阿伊努語。

### 鄂羅克語
根據江戶時代末期的記錄，鄂羅克語使用於北海道、樺太和千島群島。然而如今那裡只有非常少數的人使用這種語言。鄂羅克語同樣沒有自己的文字。

### 尼夫赫語
尼夫赫語使用於北海道、樺太、千島群島和黑龍江入海口一帶。今日日本是否存在說尼夫赫語的人口不詳。

## 日本語言列表
- 日本-琉球語系
  - 日語（參見日語方言）
    - 八丈語
    - 東日本方言
    - 西日本方言
    - 九州方言

  - 琉球語
    - 北琉球語群
      - 奄美語
      - 國頭語
      - 沖繩語

    - 南琉球語群
      - 宮古語
      - 八重山語
      - 與那國語
- 阿伊努語
  - 北海道阿伊努語
  - 樺太阿伊努語 (滅亡)
  - 千島阿伊努語 (滅亡)
- 尼夫赫语
  - 桦太尼夫赫语
- 满-通古斯语系
  - 鄂罗克语
- 朝鲜语系
  - 朝鲜语

此外，日本聾啞人使用日本手語。在日韓僑和在日華僑也使用自己民族的語言，韓國語和漢語分別佔使用者人數的0.5%和0.4%。